# Chamcook Lake
Chamcook Lake är en sjö i Kanada.   Den ligger i provinsen New Brunswick, i den sydöstra delen av landet, 700 km öster om huvudstaden Ottawa. Chamcook Lake ligger 33 meter över havet. Arean är 3,3 kvadratkilometer. Den sträcker sig 2,4 kilometer i nord-sydlig riktning, och 2,7 kilometer i öst-västlig riktning.
Följande samhällen ligger vid Chamcook Lake:
- Chamcook (593 invånare)